# Lepidium philippianum
Lepidium philippianum är en korsblommig växtart som först beskrevs av Carl Ernst Otto Kuntze, och fick sitt nu gällande namn av Albert Thellung. Lepidium philippianum ingår i släktet krassingar, och familjen korsblommiga växter. Inga underarter finns listade i Catalogue of Life.